# Lorenzo Heffner
Lorenzo Heffner (3 de mayo de 1953, Juan José Castelli, Chaco, Argentina-11 de octubre de 2020, Villa Río Bermejito, Chaco, Argentina) fue un político y exintendente de Villa Río Bermejito destituido del cargo por corrupción y lavado de activos.

## Biografía
Lorenzo nació el 3 de mayo de 1953 en Juan José Castelli, zona en dónde creció y vivió. Posteriormente se mudó a Villa Río Bermejito dónde inició con el comercio y cultivo de vegetales.
En los años 2000 se inició en la política, ganando por elecciones en 2003 con 2231 votos por Frente de Todos el cargo de Intendente de Villa Río Bermejito.En 2007 resultó electo nuevamente con 2024 votos. En 2011 reelecto nuevamente con 1898 votos para la Causa Reparadora.En 2015, 2518 votos por el mismo partido.

### Destitución y encarcelación
Luego de unos allanamientos en Villa Río Bermejito y Juan José Castelli, el Juzgado Federal de Resistencia ordenó la detención de Lorenzo Heffner; José Hipperdinger, quien era el Secretario de Gobierno durante la gestión de Heffner; y su hijo, Adrián Hipperdinger, fueron procesados con Prisión Preventiva. A la par de estas ordenanzas también fue detenida la esposa de José Hipperdinger quien fue ubicada en la Alcaidía de Mujeres perteneciente al Servicio Penitenciario de la Provincia de Chaco.
Tras las detenciones ordenadas por el JF de Resistencia, los Legisladores pertenecientes a la Provincia de Chaco aprobaron un Proyecto de Ley, en el que se detalla la destitución del Intendente Lorenzo Heffner y los miembros del Honorable Consejo Deliberante. Y cómo segundo punto la asignación de un Interventor para luego realizar las Elecciones correspondientes gobernantes.Quien fue designado cómo Interventor fue Rubén Guillón, quien tomó juramento cómo tal ante el ministro de Gobierno, Justicia y Relación con Comunidad Martín Nievas.Tras la cesión de este cómo Interventor, se realizaron las elecciones correspondientes, los resultados dieron cómo nuevo Intendente Electo a Julio Paredez.
Durante la encarcelación de Heffner, los demás fueron obtuviendo la libertad finalizando con Heffner, que fue el último.

## Muerte
El 11 de octubre de 2020, Lorenzo Heffner fue encontrado muerto en su casa aproximadamente a las 20:30 por la mujer que ejercía tareas domésticas en su casa.
El Dr. Chunga Angulo, fue quien confirmó su fallecimiento por un paro cardíaco. Alrededor de las 22:50 partió de la casa de Heffner el vehículo tanatológico perteneciente a la División de Bomberos de Juan José Castellli de la Policía del Chaco para llevar el cuerpo a la Morgue Judicial para autopsia ordenada por el Fiscal a cargo de la causa.